# Château de Nottingham
Le château de Nottingham est un château anglais, situé à Nottingham (Midlands), localisé dans une position dominante, avec une falaise de 40 mètres de haut au sud et à l’ouest.

## Histoire médiévale
Il y a une incertitude sur l’existence d’un château sur le site avant l’invasion normande. S’il y en avait un il devait être plus petit et beaucoup moins élaboré dans sa conception que celui qui se tint ici par la suite, influencé par l’architecture anglo-saxonne.
Le premier château normand était une structure de bois de type motte castrale, et fut construit en 1067, un an après la bataille d'Hastings, sur les ordres de Guillaume le Conquérant. Cette structure de bois fut remplacée par un château en pierre plus défendable durant le règne d’Henri Ier (1100-1135), et était imposant et d’une conception architecturale plus complexe.
Le château était dans une position stratégique du fait de sa localisation non loin de la rivière Trent ; et il était également connu comme une place de loisir proche des terrains de chasse royaux de Tideswell, qui était le « garde-manger » du roi avec la forêt royale de High Peak, et également les forêts royales de Barnsdale et de Sherwood.
Pendant que Richard Cœur de Lion était parti pour la troisième croisade, et qu’un grand nombre de nobles anglais étaient avec lui, on dit que le château de Nottingham fut laissé délabré et qu’il fut occupé par le shérif de Nottingham. Dans la légende de Robin des Bois, le château est la scène de la confrontation finale entre le shérif et le héros.
En 1194, une bataille historique prend place au château de Nottingham quand les partisans du prince Jean le capturent. Le château est le site d’un siège décisif lorsque le roi Richard Ier revient en Angleterre et assiège le château avec les machines de siège qu’il a utilisées à Jérusalem. Richard est aidé par Ranulph de Blondeville, 4e comte de Chester, et David d’Écosse, 8e comte de Huntingdon.
Peu de temps avant son 18e anniversaire, Édouard III, avec l’aide de quelques compagnons de confiance, organise un coup d’État au château de Nottingham (19 octobre 1330) contre sa mère Isabelle de France et son amant, Roger Mortimer, 1er comte de March. Ils assuraient tous les deux la régence pendant la minorité d’Édouard après avoir tué son père Édouard II au château de Berkeley. Le jeune roi pénétra dans le château via un passage secret et arrêta Isabelle et Roger Mortimer. Mortimer fut envoyé à la tour de Londres, et pendu un mois plus tard. Isabelle de France fut forcée de se retirer dans le château de Castle Rising. Avec cet événement spectaculaire, le règne personnel d’Édouard débuta réellement.
Le château fut agrandi par plusieurs des monarques suivants jusqu’à ce qu’il soit rendu obsolète au XVIe siècle par l’artillerie. Peu de temps après que n’éclate la Première Révolution anglaise, le château était déjà à moitié en ruine après diverses escarmouches qui avaient eu lieu sur le site. Vers la fin de la révolution, Charles Ier choisit Nottingham comme point de ralliement de ses armées, mais peu après son départ le château fut rendu défendable et tenu par des parlementaires. Sous les ordres de John Hutchinson, ils repoussèrent plusieurs attaques royalistes, et ils furent les derniers à tenir le château. Après l’exécution de Charles Ier en 1649, le château fut rasé pour éviter qu’il ne soit réutilisé.

## L'actuel manoir du duc

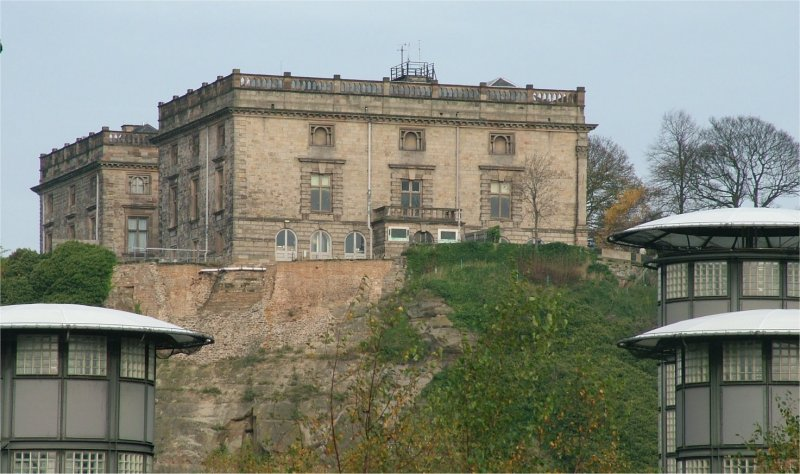
Château de Nottingham. Le manoir du duc s'élevant au-dessus des tours du Trésor public de Nottingham.

Après la restauration de Charles II en 1660, l’actuel « manoir du duc » fut construit par Henri Cavendish, 2d duc de Newcastle entre 1674 et 1679 sur les fondations de la structure précédente. En dépit de la destruction du donjon et des fortifications, des caves creusées dans la roche et des arches médiévales survivent sous le manoir, ainsi qu’un long passage au pied de la falaise appelé le trou de Mortimer.
Le maçon à qui on doit le manoir est Samuel Marsh de Lincoln, qui a également travaillé pour le duc au château de Bolsover. Son design semble avoir été fortement influencé par les gravures de Rubens du Palazzi di Genova. Le manoir du duc est un des rares exemples restant en Angleterre d’architecture maniériste. Cependant, il perdit son charme aux yeux des ducs suivants avec l’arrivée de la révolution industrielle, qui donna à Nottingham la réputation d’avoir le pire bidonville de tout l’empire britannique en dehors de l’Inde. Quand les habitants de ces bidonvilles se révoltèrent en 1831 pour protester contre l’opposition du duc de Newcastle au Reform Act 1832, ils brûlèrent le manoir.
Les escaliers extérieurs originaux de la façade du manoir furent par la suite détruits pour créer une aire de parade pour le bataillon Robin Hood.
Le manoir resta délabré jusqu’en 1875, date à laquelle il fut restauré par Thomas Chambers Hine. Il fut ouvert en 1878 par le prince de Galles (le futur roi Édouard VII) en tant que Musée du château de Nottingham, la première galerie d’art municipale dans le Royaume-Uni après Londres. Les nouveaux intérieurs ignorent les fenêtres et les étages pour contenir une galerie d’images inspirée de la Grande Galerie du Louvre.
Le jour de Noël 1996, un glissement de terrain, causé par une fuite d’eau, emmena 80 tonnes de terre qui retenaient la terrasse datant de la Restauration. Celle-ci s’effondra au pied de la falaise. Cela a révélé quelques traces des fondations du château d’origine et de son soubassement. Après une longue controverse, la terrasse est réinstallée en 2005 avec des pierres de façade traditionnelles.
Le manoir est toujours un musée à l’heure actuelle. En 2005, le château fut le seul lieu extérieur aux États-Unis à organiser la tournée d’exposition « Waking Dreams » sur le préraphaélisme. Ce show attira des touristes de toute l’Europe.
Un dessin représentant le manoir apparu sur des millions de paquets de tabac à rouler et de cigarettes de la marque John Player, une usine de Nottingham. La plupart des paquets faisaient apparaître les phrases « Nottingham Castle » et « Trade Mark ». Cela conduisit le romancier Ian Fleming à référer à « cette extraordinaire marque déposée d’une maison de poupée nageant dans du chocolat avec Nottingham Castle écrit dessous » dans Thunderball (Opération Tonnerre), sachant que cette image était familière pour les lecteurs anglais.

## Sources
- (en) Cet article est partiellement ou en totalité issu de l’article de Wikipédia en anglais intitulé « Notthingam castle » (voir la liste des auteurs).